# Cairns Hill
Cairns Hill, etwa 2,0 Kilometer südlich von Sligo im County Sligo ist eine weniger bekannte neolithische Landschaft in Irland. Cairns Hill ist ein Doppelhügel mit dem 123 m hohen West- und dem 112 Meter hohen Ostgipfel. Die Gipfel tragen zwei riesige neolithische Cairns mit ungeöffneten, ungestörten Passage Tombs.
Vom Westhügel blickt man auf Sliabh Da Ean, Knocknashee, Doomore, Croghaun, Knocknarea im Westen und den Ben Bulben im Norden. Der Osthügel liegt im dichten Wald. Der See Lough Gill liegt östlich von Cairns Hill und der Garavogue River umfließt die Ostseite des Hügels.

## Der Ostcairn
Der massive Cairn ist mit Bäumen (Bergahorn, Eschen und Haseln) und Gestrüpp bedeckt. Er hat etwa 45,0 m Durchmesser und ist 10,0 m hoch. Es besteht aus Brocken aus Kalkstein und war wahrscheinlich mit Quarz bedeckt. Der Hügel wurde 2004 abgeholzt, ist aber wieder überwuchert.

## Der Westcairn
Der Westhügel liegt hinter Gestrüpp und Ginster in einer sumpfigen Weide. Der Cairn hat etwa 35,0 m Durchmesser und ist 6,0 m hoch und etwas mehr verfallen. Die Steine bestehen ebenfalls aus vermutlich in der Nähe abgebautem Kalkstein. Es gibt eine große Nische im Westen, die Überrest eines Steinbruchs sein kann. Kleine runde Randsteine aus Gneis sind vor allem auf der Südostseite unter dem Hügelgestein zu erkennen. 
Der schwedische Archäologe Stefan Bergh untersuchte den Cairn in den frühen 1990er Jahren und stellte einen großen Felsbrocken fest, der ein umgefallener Menhir sein könnte, der zu einer schwer erkennbaren Steinreihe auf der Nordseite gehören könnte. Bergh stellte auch fest, dass eine niedrige Plattform um den Cairn verläuft, Teile davon sind auf der Südwestseite deutlich zu sehen.
Alle großen Megalithanlagen im County Sligo haben in der Nähe Höhlen. Bei den Cairns Hills gibt es zwei, eine in der Nähe jedes der Cairns. Die Höhle am Ostcairns ist sehenswert, etwa 5,0 Meter tief und groß genug, um aufrecht zu stehen. Sie liegt in einer Klippe mit Blick auf den Fluss Garavogue. Eine Schicht aus Kieselschiefer verläuft durch das Höhlendach.